# Качмарский, Евгений Иосифович

Пропагандистский плакат ОУН c портретами членов организации, которые проходили обвиняевыми на Варшавском процессе

Евгений Иосифович Качмарский (укр. Євген Йосипович Качмарський; 22 сентября 1910, Львов — 17 мая 1942, Львов) — член Украинской войсковой организации и Организации украинских националистов, осуждён на Варшавском процессе 1936 года.

## Биография
Гимназии не окончил. В 17-летнем возрасте вступил в нелегальную националистическую организацию УВО, с 1933 года — член ОУН. В 1928 году участвовал в нападении на одно из почтовых отделений во Львове. Был арестован польской полицией и осуждён к 5 годам заключения. Вышел на свободу 5 июля 1933 года.
25 сентября 1934 вновь арестован по обвинению в принадлежности к ОУН, подготовке покушения и убийстве министра внутренних дел Польши Бронислава Перацкого (15 июня 1934). 13 января 1936 года Качмарский был осуждён на Варшавском процессе по статьям: 97 п. 1, ст. 93 п. 1, ст. 225 п. 1, ст. 148 п. 1 Уголовного кодекса Польши 1932 года и был приговорён к 15-летнему заключению. Но под давлением Германии, по амнистии мера наказания сокращена на половину. Вышел на свободу в сентябре 1939 года после присоединения Западной Украины к УССР.
Во время немецкой оккупации служил заместителем комиссара районного отделения украинской полиции во Львове.
Умер от туберкулёза во Львове в 1942 и был похоронен на Яновском кладбище.